# Taxi nach Tobruk
Taxi nach Tobruk ist ein Antikriegsfilm, der im Zweiten Weltkrieg in Nordafrika spielt. Er beruht auf dem gleichnamigen Roman von René Havard, der auch am Drehbuch mitwirkte. Der Film plädiert für die Verständigung der Völker untereinander, wodurch viele Kriege vermieden werden könnten.

## Handlung des Films
Im Oktober 1942 wird ein freifranzösischer Stoßtrupp während des Zweiten Weltkrieges in Nordafrika nach einer Kommandoaktion, bei der sie deutsche Treibstofflager in die Luft sprengten, in die feindliche libysche Wüste verschlagen. Dort können sie einen deutschen Spähtrupp überwältigen, wobei nur der Offizier des Afrika-Korps und Ritterkreuzträger Ludwig von Stegel überlebt. Das erbeutete Fahrzeug, ein deutscher Allrad-Mercedes-Geländewagen, wird nun zum Transportmittel der vier Franzosen, des Brigadiers Théo Dumas, der Soldaten Samuel Goldmann, François Jonsac und Jean Ramirez sowie des deutschen Gefangenen Ludwig von Stegel.
Nach anfänglichem Misstrauen beginnt man den gemeinsamen Überlebenskampf in der Wüste. Der Treibstoffvorrat des Fahrzeugs reicht nicht bis zu den französischen Stellungen in der Wüste. Über das Funkgerät hört man von der Großoffensive der Alliierten und dem Rückzug Rommels an allen Fronten. Man entschließt sich zu einer Fahrt zu einer ehemals deutschen Oase, die eventuell schon in französischen Besitz übergegangen ist, um dort aufzutanken. Dabei gerät man allerdings in einen Konvoi deutscher Truppen, doch mit nacktem Oberkörper sind die Franzosen nicht von den Deutschen zu unterscheiden. Der Trupp tankt auf und wird fast von einem französischen Gefangenen enttarnt. Doch alles geht gut, und man kann mit vollem Tank die Oase wieder verlassen.
Bei einem schwierigen Fahrmanöver im Wüstensand gelingt es dem Deutschen, das Fahrzeug samt Waffen der Franzosen an sich zu bringen. Er nimmt alle vier Franzosen in Gefangenschaft. Doch kurze Zeit später bleiben sie erneut im Wüstensand stecken. Die Franzosen weigern sich das Fahrzeug freizumachen und treten in Sitzstreik. Da sie sich nachts bei der Wache gegenseitig ablösen, können sie dem Deutschen, der irgendwann doch von seiner Müdigkeit überwältigt wird, das Fahrzeug wieder abnehmen.
Inzwischen hat sich auch eine recht menschliche Beziehung zwischen den Feinden aufgebaut. Und man stellt fest, dass man, wenn man einmal die Feinde persönlich kennengelernt hat, nicht mehr gegen sie kämpfen möchte.
In einem Minenfeld wird dann einer der Franzosen schwer verletzt. Umkehren ist jetzt unmöglich, denn er muss sehr schnell ins nächste Lazarett. Also fahren sie weiter durch das Minenfeld, was man auch schafft. Doch bei einem Panzerangriff der Alliierten auf den deutschen Wagen überlebt tragischerweise nur der französische Brigadier Théo Dumas.

## Filmmusik
Der Film ist mit einer wie ein Militärmarsch anmutenden Version des Weihnachtsliedes Les Anges dans nos campagnes (Gloria in excelsis deo) musikalisch unterlegt.

## Kritiken
„Ein abenteuerlich eingekleideter Film, der sich seine Sache – Abbau von Vorurteilen zwischen den Völkern – etwas zu leicht macht. Als Unterhaltung nicht zuletzt dank hervorragender Darsteller von gediegener Kinoqualität.“

## Auszeichnungen
Denys de La Patellières Drama gewann den Grand prix du cinéma français als bester französischer Film des Jahres 1961.